# Oscar Travassos
Oscar César Ribeiro Travassos, ou apenas Oscar Travassos, (Rio de Janeiro, 19 de dezembro de 1927) é um promotor de justiça, juiz de direito e político brasileiro, outrora deputado federal por Mato Grosso.

## Dados biográficos
Filho de Renato Ribeiro Travassos e Osvaldina Alves Travassos. Bacharel em Direito pela Universidade Federal do Rio de Janeiro em 1956, tornou-se promotor de justiça em Mato Grosso em 1960, promovido a juiz de direito em 1963 e desembargador em 1968, aposentando-se doze anos depois. Foi secretário de Segurança durante o governo Júlio Campos e em 1990 elegeu-se deputado federal pelo PDS, pedindo licença do seu mandato para assumir como secretário de Justiça no governo Jayme Campos.